# Aloe kulalensis
Aloe kulalensis är en grästrädsväxtart som beskrevs av Leonard Eric Newton och Henk Jaap Beentje. Aloe kulalensis ingår i släktet Aloe och familjen grästrädsväxter. Inga underarter finns listade i Catalogue of Life.